# Darker Days Ahead
Darker Days Ahead — второй студийный альбом группы Terrorizer, выпущен в августе 2006 года, спустя 17 лет после выпуска предыдущего альбома World Downfall (1989). Через пять дней после релиза альбома гитарист группы Джесси Пинтадо умер от печёночной недостаточности.
Отзывы об альбоме были относительно прохладными, в связи с звучанием и гитарными партиями, которые были гораздо ближе к дэт-металу чем к грайндкору.

## Список композиций
- Все песни были написаны Резхавком/Пинтадо/Сандовалом, если не указано иное.

1. «Inevitable» — 1:03
2. «Darker Days Ahead» — 3:46 (Норман/Резхавк/Сандовал)
3. «Crematorium» — 3:54
4. «Fallout» — 3:48
5. «Doomed Forever» — 3:23
6. «Mayhem» — 3:57
7. «Blind Army» — 3:06
8. «Nightmare» — 3:42
9. «Legacy of Brutality» — 2:25
10. «Dead Shall Rise V.06» — 3:32
11. «Victim of Greed» — 4:11
12. «Ghost Train» — 2:34 (Резхавк/Сандовал)

## Участники записи
- Антони Резхавк — Вокал
- Джесси Пинтадо — Гитара
- Петт Сандовал — Барабаны, пианино на треке 12
- Тони Норман — Бас